# Chernossolo
Chernossolo (ou chernozem) é uma ordem cujos solos são caracterizados por conterem um horizonte escuro, rico em matéria orgânica, bem espesso e com alto teor de cálcio. São ocorrentes tipicamente em áreas de pradarias, sob vegetação gramínea, e de clima frio e semiárido. O horizonte diagnóstico desta ordem é o Horizonte A Chernozêmico.

## Critérios
Para a categorização de um solo na ordem Chernossolo é requisito a existência de um horizonte diagnóstico A Chernozêmico, sendo esse definido pelos seguintes critérios:
1. Grau de estrutura: moderado ou forte. Não é admitido estrutura maciça, ou estrutura prismática, ou consistência dura quando seco.
2. Tonalidade de cores obrigatoriamente escuras.
3. Saturação por bases acima de 65%, com predomínio de Ca e Mg.
4. Teor de Carbono Orgânico acima de 0,6% e menor que 8%.
5. Espessura maior do que:
5.1. 10 cm, se estiver acima de rocha; ou
5.2. 18 cm, se o horizonte A + B, ou horizonte A+C (com ausência de B), for menor que 75 cm; ou
5.3. 25 cm, se o solum conter espessura maior que 75 cm.
Além dos respectivos critérios constituintes do horizonte A chernozêmico, é necessário ainda para a caracterização de um Chernossolo que este horizonte esteja acima de:
6. Horizonte B incipiente ou B textural, de que ambos sejam constituídos de argila de atividade alta (2:1), e sejam eutróficos, excetuando-se Vertissolo; ou
7. Horizonte cálcico, petrocálcico ou de caráter carbonático conjuntamente ao horizonte A chernozêmico.
8. Contato lítico, desde que o horizonte A chernozêmico contenha acima de 150 g de carbonato de cálcio / kg de solo.

## Caracterização
O solos desta ordem estão localizados em ecossistemas cuja vegetação natural é de pradarias, na América do Norte, Ásia, Europa e América do Sul. Deste modo, ao menos em algum momento estiveram debaixo de vegetação de gramíneas e foram suscetíveis ao fenômeno de melanização: escurecimento do solo pela ação pigmentante da matéria orgânica, coloração designada como brunado.
Perfazem cerca de 7% da cobertura terrestre mundial, desconsiderando-se as áreas congeladas, e  estão concentrados nas latitudes médias (entre 30° e 60° N ou S). Apesar disso, nos Estados Unidos é a ordem mais extensa, ocupando cerca de 21,5% da área terreste.
Chernossolos podem conter uma ampla gama possível de horizonte subsuperficiais e/ou outros atributos diagnósticos, como também podem ser desprovidos de horizontes subsuperficiais.
Estes solos estão dentre os de maior importância agrícola do mundo e são extensivamente explorados para esse propósito em regiões de prados dos Estados Unidos, estepes da Rússia, bem como pampas da Argentina e do Rio Grande do Sul (no Brasil).

## Subordens
1. Chernossolos rêndzicos
Solos com horizonte A chernozêmico e:
a. Horizonte cálcico, petrocálcico ou caráter carbonático conjuntamente com horizonte A chernozêmico e/ou com horizonte C, admitindo-se,entre os dois, horizonte Bi com espessura < 10 cm; ou
b. Contato lítico desde que o horizonte A chernozêmico contenha 150 g kg-1 de solo ou mais de carbonato de cálcio equivalente.
2. Chernossolos ebânicos
Solos com caráter ebânico na maior parte dos primeiros 100 cm do horizonte B.
3. Chernossolos argilúvicos
Solos com horizonte B textural abaixo do horizonte A chernozêmico.
4. Chernossolos háplicos
Outros solos que não se enquadram nas classes anteriores.

## Galeria

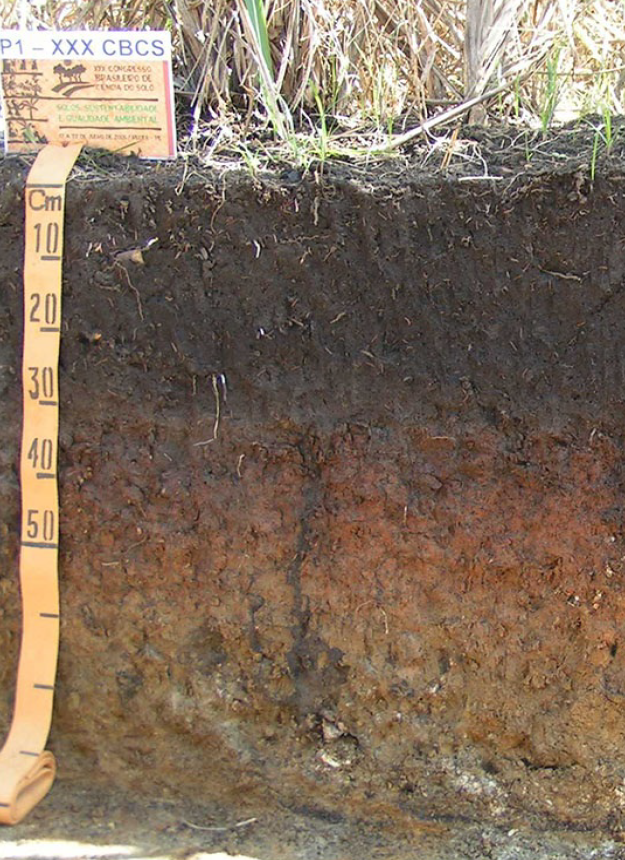
Chernossolo Argilúvico (SiBCS, 2018)
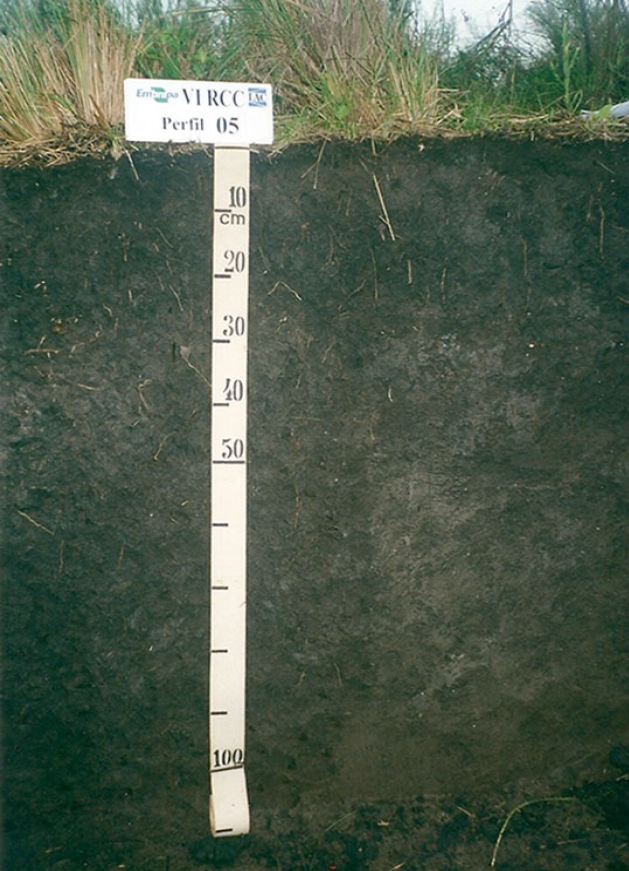
Chernossolo Ebânico (SiBCS, 2018)
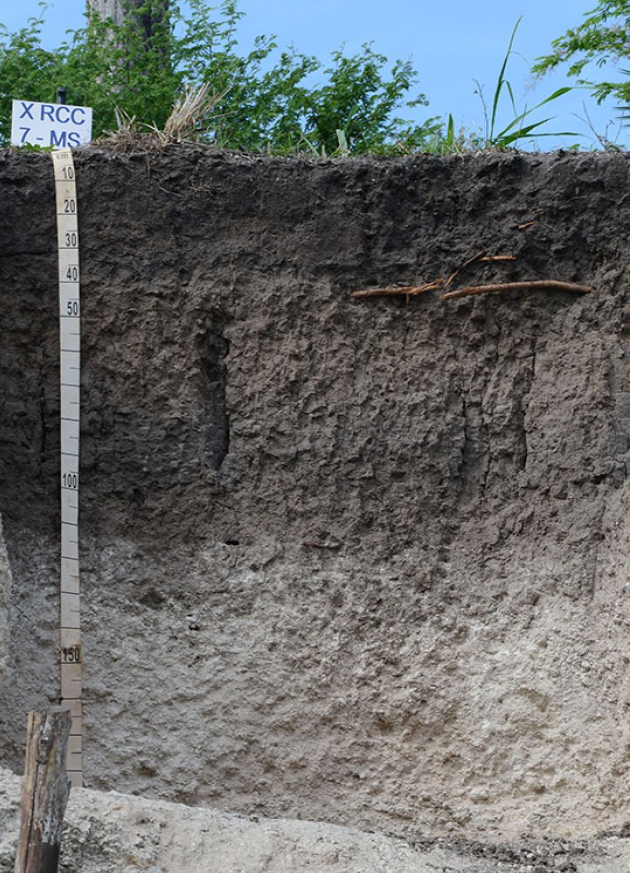
Chernossolo Háplico (SiBCS, 2018)
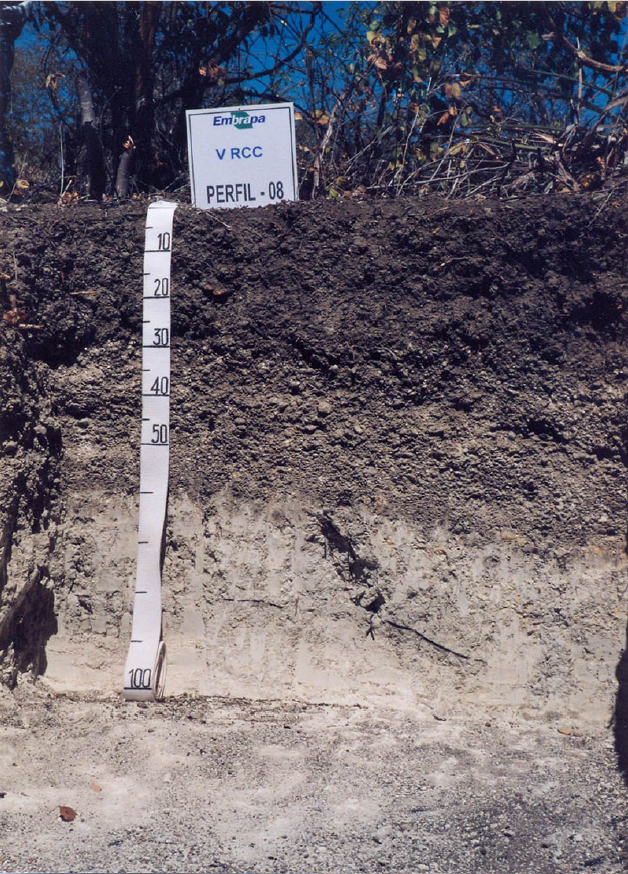
Chernossolo Rêndzico (SiBCS, 2018)